# إدريس بوسكين
إدريس بوسكين هو روائي وكاتب وصحفي جزائري من مواليد مدينة مفتاح (البليدة) عام 1983م.

## حياته
تحصل إدريس بوسكين على شهادة الماجستير في تاريخ ونظرية الصحافة من قسم علوم الاعلام والاتصال بجامعة الصداقة في موسكو بروسيا عام 2008، وهو صحفي ب وكالة الأنباء الجزائرية.اهتمامات إدريس تنصب أساسا حول الأدب وكذا مواضيع وإشكالات فكرية كالهجرة والعولمة والعلاقات السياسية الدولية والدراسات الثقافية، كما أنه كثير المطالعة في هذه المجالات وباللغات العربية والإنجليزية والروسية والفرنسية، غير أن اهتماماته الأدبية، وخصوصا منها الرواية، كانت أبكر وأهم بكثير من اهتماماته الأكاديمية، وهو يرى أن الكتابة الأدبية أرقى بكثير من نظيرتها الأكاديمية، إذ يكفي أنها فعل إنساني بحت ينقل الأفكار والمشاعر والعواطف والانفعالات إلى القراء، ويشاركهم إياها في قالب بلاغي بديع.

## مؤلفاته
- «الإعلام والإتصال في العالم: الهند والصين نموذجا»، دار هومة للنشر والتوزيع، الجزائر، 517 صفحة، 2012.[4]

- «علي والبحر»، رواية، دار المعتز للنشر والتوزيع، الأردن، 258 صفحة، 2017.[5]

- «أوروبا والهجرة: الإسلام في أوروبا» دار الحامد للنشر والتوزيع، الأردن، 449 صفحة، 2013.[6]

- «أمريكا من الداخل: الهجرة والأقليات»، المؤسسة الوطنية للفنون المطبعية، الجزائر، 303 صفحة، 2015.[7]

- «ثلاث سنوات في روسيا، على خطى السلاف والتتار وشعوب القوقاز»، كتاب في أدب الرحلة، المؤسسة الوطنية للفنون المطبعية، الجزائر، 194 صفحة، 2019.[8][9]
- «النشر الإلكتروني والأدب الرقمي في ظل العولمة، بين التنظير والواقع»، المجلس الأعلى للغة العربية، 133 صفحة، 2022.[10]

## جوائز
جائزة اللغة العربية للمجلس الأعلى للغة العربية، الجائزة الأولى في فئة «وسائل الاتصال والتواصل الاجتماعي»، الجزائر، 2022.[بحاجة لمصدر]